# Манчин Лимерикский
Манчин (VII век или ранее, умер предп. в 652 году) — святой епископ Лимерикский. День памяти — 2 января.
Святой Манчин (Munchin, Maincin, Manchen), или Луимних (Luimnich) почитается покровителем Лимерика, Ирландия, так как этот город вырос в окрестностях основанного святым монастыря на острове Иннис Ивтон (Innis Ibhton), что на реке Шеннон, и получил своё имя Луимних в его честь. В трёх ранних мартирологах он именуется "Премудрым" и "Монашком" (маленьким монахом). О его житии мало что известно, считается, что он принадлежал семье Dal Cais, жившему около западного берега графства Клэр, в так называемой области Эннистимон (Ennistimon). Правящий принц дал ему остров Лимерик, быть может в обмен на признание превосходства над своими людьми. Считается, что он основал школу в местечке Мангрет (Mungret). Предание именует его первым епископом Лимерика, однако специалисты сомневаются, были ли он вообще епископом.